# Inundațiile din departamentul Var din 2010

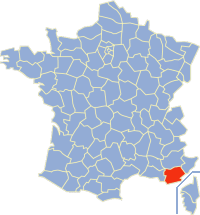
Departamentul Var (roșu)

Inundațiile din departamentul Var din 2010 au avut loc în seara zilei de 15 iunie 2010, fiind cauzate de ploi torențiale în sudul Franței. Conform meteorologilor, inundațiile sunt cele mai catastrofale în regiune de după 1827, precipitațiile fiind de 400 mm în mai puțin de 24 de ore.
Cel puțin 25 de persoane și-au pierdut viața, și cel puțin 14 încă sunt dispărute. Municipalitățile cele mai afectate au fost Les Arcs, Figanières, Roquebrune-sur-Argens, Trans-en-Provence și subprefectura Draguignan.

## Stricăciuni
Peste 1.000 de persoane au fost evacuate din caselel lor, și 175.000 de case nu au avut curent electric. La Draguignan 236 de pușcăriași au fost evacuați pentru că două etaje ale închisorii au fost inundate. Toți cei 440 de pușcăriași din închisoare au fost ulterior transferați la alte închisori din Cannes, Grasse, Metz, Marsilia și Nisa. Elicoptere au fost folosite pentru evacuarea unor oameni de pe acoperișurile caselor lor. La Frejus, peste 1.500 de persoane au fost salvate cu ambarcațiuni pneumatice sau elicoptere. Mulți turiști au fost izolați în campinguri de-a lungul râului Argens. Oamenilor li s-a recomandat să bea apă îmbuteliată deoarece era pericol ca apa potabilă din regiune să fi fost poluată de apa inundațiilor.

## Reacții
Ministrul de Interne Brice Hortefeux a fost citat spunând că el crede că numărul victimelor va crește. Președintele Nicolas Sarkozy a exprimat condoleanțele sale familiilor victimelor și a promis să facă totul posilibil pentru ajutorarea achipelor de salvare. A promis că va vizita regiunea în săptămâna care începe pe 21 iunie 2010.
Crucea Roșie din Franța a lansat un apel în care specifică că el este numai pentru bani, nu și pentru îmbrăcămonte sau mobilă.

## Decese
11 persoane au murit la Draguignan, 5 la Trans-en-Provence, 3 la La Motte, 2 la Roquebrune-sur-Argens și Saint-Aygulf și câte unul la Fréjus, Lac de Saint-Cassien și Le Luc. Până pe 17 iunie 2010, 14 persoane erau date dispărute.

## Probleme cu transporturile publice
Un tren TGV ce călătorea între Nisa și Lille a fost nevoit să se oprească lângă Le Luc. Trenul avea peste 300 de persoane la bord. Calea ferată între Toulon și Frejus a fost închisă. Serviciile de transport au fost restabilite între Toulon și Les Arcs și între Nisa și Saint-Raphaël pe data de 17 iunie 2010. Au fost folosite autobuze între Les Arcs și Saint-Raphaël. Și transportul aerian în regiune a fost afectat.  Aeroportul Toulon-Hyères a fost închis în seara zilei de 15 iunie 2010, și a fost redeschis în dimineața următoare.